# Parod'Hit Parade
 (septembre 2018).
Si vous disposez d'ouvrages ou d'articles de référence ou si vous connaissez des sites web de qualité traitant du thème abordé ici, merci de compléter l'article en donnant les références utiles à sa vérifiabilité et en les liant à la section « Notes et références ».
Albums de Les Charlots
Fesses en rut majeure
(1985) Les Charlots vol.1
(1999)
Singles
1. Chagrin D'Labour
Sortie : 1982
2. Toot toot première fois
Sortie : 1986

Parod'Hit Parade est un album studio du groupe Les Charlots, sorti en 1986, composée essentiellement de reprises parodiques de six titres à succès des années 1980 : 
- Toute première fois, de Jeanne Mas
- Tout doucement, de Bibie
- No Comment, de Serge Gainsbourg
- La Boîte de jazz, de Michel Jonasz
- Elle a les yeux revolver, de Marc Lavoine
- Chacun fait (c'qui lui plaît), de Chagrin d'amour

## Titres
Les adaptations parodiques des textes des six titres sont écrits par Gérard Rinaldi, Gérard Filipelli et Jean Sarrus.
| No | Titre                                                           | Auteur,compositeur                             | Durée |
| -- | --------------------------------------------------------------- | ---------------------------------------------- | ----- |
| 1. | Toot Toot Première Fois "Toute Première Fois"                   | Jeanne Mas, Roberto Zannelli, Romano Musumarra | 4:23  |
| 2. | Tout Doucement Dans Les Dents "Tout Simplement, Tout Doucement" | Jean-Paul Dréau                                | 4:18  |
| 3. | Il Est Plein "No Comment"                                       | Serge Gainsbourg                               | 3:54  |
| 4. | Station Barbès "La Boîte De Jazz"                               | Michel Jonasz                                  | 2:40  |
| 5. | La Bouche Camembert "Les Yeux Revolver"                         | Fabrice Aboulker, Marc Lavoine                 | 3:34  |
| 6. | Chagrin D'Labour                                                | Gérard Presgurvic, Philippe Bourgoin           | 4:22  |

## Singles
- 1982 : Chagrin D'Labour /  L’Islam classé X
- 1986 : Toot Toot Première Fois / Station Barbès